# Anthony Taylor
Anthony Taylor ( Manchester - 20 de outubro de 1978) é um árbitro de futebol profissional inglês de Wythenshawe, Manchester. Em 2010, ele foi promovido à lista de Árbitros do Grupo Selecionado que apitam principalmente na Premier League e, em 2013, tornou-se um árbitro listado pela FIFA, permitindo-lhe apitar partidas europeias e internacionais.

## Carreira
Em 2015, ele apitou a final da Copa da Liga de Futebol no Estádio de Wembley, quando o Chelsea derrotou o Tottenham Hotspur por 2 a 0. Taylor voltou a Wembley no final daquele ano para oficiar o Community Shield quando o Arsenal venceu o Chelsea por 1-0. Arbitrou as finais da FA Cup de 2017 e 2020, ambas entre Chelsea e Arsenal; Arsenal venceu em ambas as ocasiões por 2-1. Após a seleção, ele se tornou o primeiro homem a arbitrar uma segunda final da FA Cup desde Arthur Kingscott em 1901.

### Início de carreira
Começou a arbitrar na Northern Premier League em 2002, progredindo para apitar na Conferência Norte em 2004. Ele foi nomeado para a lista de árbitros da Liga de Futebol no início da temporada 2006-07 e sua primeira nomeação foi um empate 0-0 entre Wrexham e Peterborough United em uma partida da Liga Dois em agosto de 2006.
Em 12 de junho de 2021, Taylor oficiou uma partida da fase de grupos da UEFA Euro 2020 entre Finlândia e Dinamarca. Aos 43 minutos, o meio-campista dinamarquês Christian Eriksen desmaiou em campo e precisou de tratamento de emergência antes de ser transferido para um hospital local e estabilizado. Taylor foi elogiado por sua calma, mas rápida reação à situação, sinalizando para atendimento médico em segundos. A partida foi retomada no final do dia, uma vez que ficou claro que a condição de Eriksen havia melhorado. O treinamento anterior de Taylor no serviço penitenciário no HMP Manchester foi citado como útil para a situação pelo mentor Chris Foy. Em outubro de 2021, Taylor foi escolhido para apitar a final da Liga das Nações da UEFA de 2021 entre Espanha e França. Em um pronunciamento da FIFA em maio de 2022, Taylor foi listado como um dos seis oficiais ingleses para supervisionar as partidas da Copa do Mundo de novembro e dezembro. A lista também incluía o árbitro Michael Oliver e quatro árbitros assistentes compatriotas – Simon Bennett, Gary Beswick, Stuart Burt e Adam Nunn.
No dia 9 de fevereiro de 2023, Taylor foi escolhido pela FIFA para arbitrar a Final da Copa do Mundo de Clubes da FIFA de 2022, confronto entre Real Madrid x Al-Hilal junto com seus colegas Gary Beswick e Adam Nunn.

## Estatisticas
| Estação | Jogos | Total | por jogo | Total | por jogo |
| ------- | ----- | ----- | -------- | ----- | -------- |
| 2006-07 | 26    | 78    | 3,00     | 5     | 0,19     |
| 2007-08 | 36    | 105   | 2,92     | 10    | 0,28     |
| 2008-09 | 38    | 91    | 2,39     | 4     | 0,11     |
| 2009–10 | 36    | 92    | 2,56     | 8     | 0,22     |
| 2010–11 | 32    | 118   | 3,69     | 12    | 0,36     |
| 2011–12 | 34    | 106   | 3.12     | 8     | 0,24     |
| 2012–13 | 35    | 89    | 2,54     | 6     | 0,17     |
| 2013–14 | 31    | 102   | 3,29     | 3     | 0,10     |
| 2014-15 | 39    | 160   | 4.10     | 9     | 0,23     |
| 2015–16 | 44    | 147   | 3,34     | 6     | 0,14     |
| 2016–17 | 41    | 161   | 3,93     | 5     | 0,12     |
| 2017-18 | 40    | 147   | 3,68     | 6     | 0,15     |
| 2018–19 | 50    | 175   | 3,50     | 10    | 0,20     |
| 2019-20 | 48    | 202   | 4.21     | 9     | 0,19     |
| 2020-21 | 42    | 136   | 3,23     | 4     | 0,10     |
| 2021-22 | 44    | 165   | 3,75     | 7     | 0,16     |
| 2023-23 | 43    | 166   | 3,86     | 6     | 0,14     |

Estatísticas para todas as competições. Não há registros disponíveis antes de 2006–07. 